# Lygropia leucophanalis
Lygropia leucophanalis là một loài bướm đêm trong họ Crambidae.